# Canthidium escalerai
Canthidium escalerai är en skalbaggsart som beskrevs av Vladimir Balthasar 1939. Canthidium escalerai ingår i släktet Canthidium och familjen bladhorningar. Inga underarter finns listade.